# Diocèse de Langres
Le diocèse de Langres (en latin : dioecesis Lingonensis) est une Église particulière de l'Église catholique en France. Érigé au IVe siècle, il est un des diocèses historiques de Champagne et de Bourgogne. Entre 1790 et 1801, Langres fut le siège épiscopal du diocèse du département de la Haute-Marne, un des quatre-vingt-trois diocèses de l'Église constitutionnelle créés par la constitution civile du clergé. Supprimé en 1801, il est rétabli dès 1822. Depuis, il couvre le département de la Haute-Marne.
L'évêché de Langres (Haute-Marne) a vu son siège transféré à Chaumont et son nom modifié en diocèse de Langres (en latin : Dioecesis Lingonensis). Jusqu'en 2002, il est suffragant de l'archidiocèse métropolitain de Lyon et relève de la province ecclésiastique de Lyon. Depuis 2002, il est suffragant de l'archidiocèse métropolitain de Reims et relève de la province ecclésiastique de Reims qui couvre les régions Champagne-Ardenne et Picardie. 

## Historique

### Le diocèse de Langres au Moyen Âge
Aux prémices, le diocèse de Langres recouvrait un vaste territoire bien au-delà du plateau de Langres. Étaient réunies en son sein les régions de Chaumont (actuelle Haute-Marne), de Dijon et de Châtillon-sur-Seine (actuelle Côte-d’Or), de Tonnerre et de Chablis (actuelle Yonne), de Bar-sur-Aube (actuelle Aube), de Champlitte (actuelle Haute-Saône) et Damblain (actuelle Vosges), constituant un ensemble de 964 paroisses et annexes, réparties entre six archidiaconés et dix-huit doyennés.
Le diocèse de Langres était alors suffragant de l'archidiocèse de Lyon, de même que les diocèses d'Autun, de Chalon et de Mâcon. Il le restera jusqu'à la Révolution française.
Une tradition indique que l'Église de Langres, représentée par l'évêque Achard, aurait reçu en 967, du roi des Francs, Lothaire donne à Achard, le comté de Langres. Les médiévites ont démonté que l'acte est une  forgerie de la fin du XIIe siècle.
Les évêques de Langres bénéficient d'un prestige particulier dans le royaume de France, car ils sont titulaires de l'une des six pairies ecclésiastiques primitives. Ils ont un rôle dans la cérémonie du sacre des rois de France, où ils portent le sceptre. Ils ont reçu le titre de comte de Langres en 1179 d'Hugues III de Bourgogne ; le roi Louis VII leur accorde la pairie et Philippe-Auguste, en 1200, confirme la pairie et fait du comté un duché.

### Le diocèse de Langres à l'Époque moderne

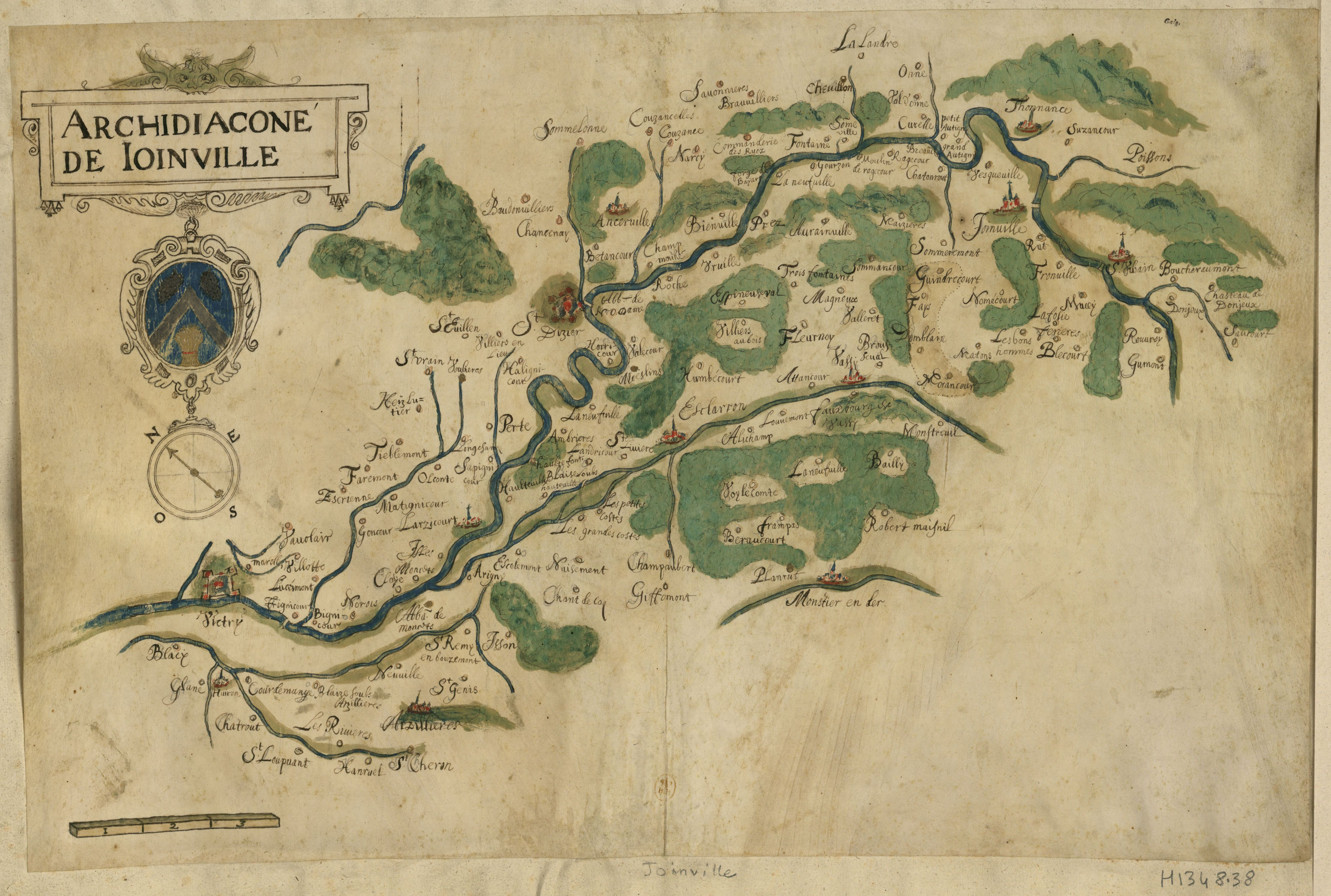
Archidiaconé de Joinville (XVII).

Armoiries de l'évêché de Langres.

C'est dans le diocèse de Langres que sont nés le théologien Nicolas de Clémenges qui fut chanoine et trésorier de la cathédrale de Langres, le savant canoniste gallican Edmond Richer (1560-1631), le jésuite Pierre Lemoine (1602-1671), auteur d'un poème épique sur Louis IX de France et du traité de La Dévotion aisée, Jeanne Mance (1606-1673), le vénérable Gérard Voinchet (1640-1695), chanoine de  Sainte-Geneviève à Paris. 
C'est non sans quelques résistances que dut être accepté en 1731 le démembrement du diocèse et la création d’un nouvel évêché à Dijon, emmenant ainsi une centaine de paroisses. 
Au XVIIIe siècle, Langres a été un important foyer de jansénisme. Par la bulle Super specula du 9 avril 1751, le pape Clément XII réduit le territoire du diocèse de Langres pour l'érection de celui de Dijon.

### Démembrement en 1731 du diocèse de Langres pour créer celui de Dijon
Sous l'épiscopat de Pierre de Pardaillan de Gondrin, dit d'Antin, les bourgeois de Dijon obtiennent en 1731, grâce au crédit du prince de Condé, la réalisation d'un projet qu'ils soutenaient depuis deux siècles: l'érection de leur ville en siège épiscopal.
Le diocèse de Langres était alors composé de six archidiaconés : 1° celui de Langres (doyenné de Langres et du Moge); 2° l'archidiaconé de Tonnerre (doyennés de Tonnerre, de Molesme, de Moutiers-Saint-Jean, et de Saint-Vinnemer; 3° l'archidiaconé du Barrois (doyennés de Bar-sur-Aube et de Chaumont); 4° archidiaconé du Lassois  (doyennés de Bar-sur-Seine et de Châtillon); 5°  l'archidiaconé du Bassigny (doyennés d'Is-en-Bassigny et de Pierrefaite) et 6° celui de Dijon (comprenant les doyennés de Dijon, de Bèze, de Saint-Seine, de Grancey et de Fouvent).
Le nouveau diocèse de Dijon comprenait l'archidiaconé de Dijon, à l'exception du doyenné de Grancey (rattaché à l'archidiaconé de Langres) et d'une partie de celui de Fouvent (rattaché à l'archidiaconé de Bassigny), soit cent trente paroisses, deux cent vingt-sept succursales et sept abbayes dont deux à Dijon. 
Alors l'évêché de Langres cessa de représenter le territoire des anciens Lingons.

### Démembrement en 1801 au profit de Troyes et Dijon, puis rétablissement en 1822
À la suite du concordat de 1801, par la bulle Qui Christi Domini du 29 novembre 1801, le pape Pie VII supprime le diocèse de Langres et partage son territoire entre celui de Dijon et celui de Troyes. À la suite de la signature du concordat de 1817, Pie VII prévoit de rétablir le diocèse de Langres. Mais le concordat n'est pas ratifié. 
Le petit séminaire est alors resté à Langres, et le grand à Dijon. 
Ce n'est que par la bulle Paternae charitatis du 6 octobre 1822 que Pie VII rétablit le diocèse.
Le grand séminaire, rétabli à Langres, a été sous la  Troisième République un important foyer de rayonnement religieux et de résistance à la sécularisation forcée des œuvres d'éducation et d'assistance, en particulier avec la publication de L'Ami du clergé et de La Croix de la Haute-Marne.

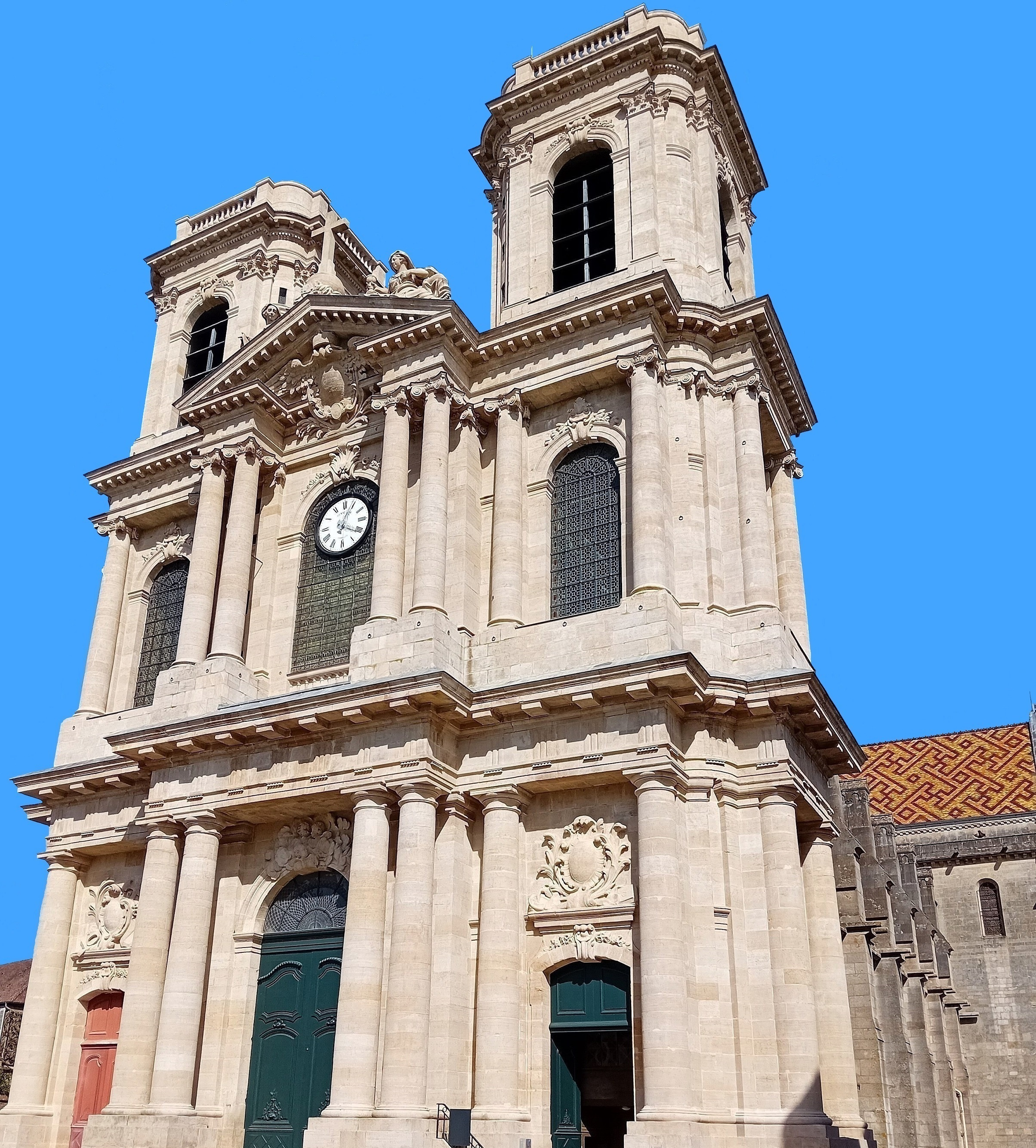
La cathédrale Saint-Mammès

## Cathédrale et basilique mineure
La cathédrale Saint-Mammès de Langres, dédiée à saint Mammès, saint patron du diocèse, en est l'église cathédrale.
La basilique Saint-Jean-Baptiste de Chaumont, dédiée à saint Jean-Baptiste, est une église paroissiale et, depuis le 11 juin 1948, une basilique mineure.

## Évêques originaires du diocèse de Langres
- Jean Vilnet (1922-2013), évêque émérite de Lille
- Jacques Gaillot (1935-2023), ancien évêque d'Evreux, évêque de Partenia
- Jean-Félix-Onésime Luquet, architecte à Langres, puis évêque d'Hésebon[9].
- Le Cardinal-Archevêque de Paris, Morlot (mort en 1862).
- Georges Darboy, archevêque de Paris, exécuté lors de la "semaine sanglante" par les Communards, le 24 mai 1871.

## Paroisses
Le diocèse de Langres comprend 31 paroisses réparties sur 3 doyennés :
- Doyenné de Saint-Dizier
  - Saint Jean-baptiste de Wassy
  - Bienheureux Marcel Callo de Joinville
  - Saint Aignan de Poissons
  - Saint Maximiliens Kolbe de Chevillons
  - Bieureux frederic Ozanam de Donjons
  - St-Léon-IX - Dommartin-le-St-Père
  - Ste-Thérèse-de-l’Enfant-Jésus - Montier-en-Der
  - St-Irénée - Eclaron
  - St-Dizier - Saint-Dizier
  - Ste-Bernadette - Bettancourt

- Doyenné de Chaumont
  - St-Bernard - Colombey-les-deux-églises
  - St-Pierre-St-Paul - Châteauvillain
  - Notre-Dame-de-Montrot - Arc-en-Barrois
  - St-Evrard - Foulain
  - St-Jean-Baptiste - Chaumont
  - St-Germain-l’Auxerrois - Nogent
  - St-Martin - Andelot
  - St-Bénigne - St-Blin
  - Notre-Dame-de-l’Assomption - Villiers-le-Sec
  - St-Hilaire - Froncles

- Doyenné de Langres
  - St-Didier - Langres
  - Notre-Dame-de-l’Annonciation - Rolampont
  - St-François-d’Assise - Neuilly-l’Evêque
  - Ste-Anne - Auberive
  - St-Michel - Prauthoy
  - Bienheureux-Nicolas-Colin - Fayl-Billot
  - Notre-Dame-des-Bois - Chalindrey
  - St-Luc-Huin - Bourbonne-les-Bains
  - Ste-Jeanne-d’Arc - Bourmont